# 沧州旧城
沧州旧城，位于中国河北省沧州市旧州，为沧州市沧县的一个全国重点文物保护单位，类型为古遗址，公布时间为2013年5月。
沧州旧城的历史年代为宋代。